# Tison v. Arizona
Dans l'affaire Tison v. Arizona qui fut tranchée en 1987, la Cour suprême des États-Unis se prononça sur l'ultime recours de deux frères condamnés à mort pour un crime auquel ils avaient participé mais qu'ils n'avaient pas directement commis. Les deux frères Tison avaient, avec leur troisième frère, mis au point un plan d'évasion de leur père, incarcéré, et de son compagnon de cellule, Randy Greenawalt. Au cours des faits, Greenawalt, l'un des frères Tison et le père, Gary Tison, tuèrent une famille entière notamment pour leur voler leur voiture. L'aîné des frères Tison et leur père furent tués au cours de l'arrestation. Les trois survivants furent condamnés à mort. Selon le code pénal de l'Arizona, comme dans nombre d'États, y compris des États ayant aboli la peine de mort ou l'ayant suspendue, si un crime est commis en réunion (que ce soit un assassinat, un meurtre, un viol, un enlèvement ou un cambriolage) et qu'un seul des coauteurs commet l'acte criminel, alors que les coauteurs participent, ils peuvent encourir la même peine, éventuellement la peine de mort. Selon l'arrêt adopté à une majorité de 5 des 9 juges constituant la Cour suprême et rédigé par Sandra Day O'Connor :

« Bien que les accusés n'aient ni eu l'intention de tuer ni celle de blesser mortellement, ils sont coupables d'avoir adopté une mentalité d'extrême indifférence pour la vie humaine. Le VIIIe amendement ne considère pas une telle condamnation comme disproportionnée lorsque le crime de felony murder a bien entraîné un meurtre et lorsque les accusés concernés étaient des participants y jouant un rôle majeur. Au regard des nombreuses lois d'États et des nombreuses décisions de justice sur la question, on peut affirmer qu'il y a un consensus sociétal sur le fait qu'une combinaison de facteurs aggravants peuvent justifier le recours à la peine de mort même sans une spécifique intention de tuer. [...] Tout cela s'accorde avec le fait que les accusés avait anticipé ou envisagé au regard des circonstances qu'une vie humaine serait atteinte. »

L'opinion dissidente des 4 autres juges fut rédigée par le très respecté William Brennan pour qui : « il existe une différence mesurable entre l'intention de tuer et l'indifférence à la mort d'autrui ».
Seul Greenawalt fut finalement exécuté, les jeunes frères Tison virent leur peine commuée en prison à vie en raison du jeune âge des deux, majeurs mais âgés de moins de 20 ans, au moment des faits.
Depuis 1976, 8 personnes ont ainsi été exécutées pour des morts qu'elles n'avaient pas directement causé. Ces lois restent controversées. Même au Texas, État le plus ferme quant à la peine de mort, un condamné dans cette situation a été gracié par le gouverneur. La chambre de l'État a adopté une loi limitant la peine de mort à l'auteur du coup mortel, l'excluant pour les coauteurs dans le cadre d'un « felony murder ». Ce texte n'a pas passé le cas du Sénat de l'État. Les lois prévoyant la peine de mort dans ces cas-là restent en vigueur dans de nombreux États. En attendant, la jurisprudence Tison reste en vigueur et la Cour Suprême n'a plus eu à se prononcer sur cette question.